# Effetto della coppia inerte
Con il termine effetto della coppia inerte si intende la tendenza a non reagire dei due elettroni dell'orbitale s del guscio di valenza negli elementi più pesanti di post transizione. Il termine è usato spesso anche per significare l'aumento di stabilità di stati di ossidazione che siano di due unità inferiori rispetto al massimo possibile negli elementi più pesanti dei gruppi 13, 14, 15 e 16 (tallio, piombo, bismuto, polonio e possibilmente astato). Il termine coppia inerte fu introdotto da Nevil Sidgwick nel 1927.
Ad esempio, nel gruppo 13 gli stati di ossidazione comuni sono +1 e +3. Per il tallio si osserva che lo stato di ossidazione +1 è più stabile, mentre composti nello stato di ossidazione +3 sono più rari. Nel gruppo 13 la stabilità dello stato +1 cresce nella serie Al < Ga < In < Tl. La situazione è analoga nei gruppi 14, 15 e 16, e lo stato di ossidazione più basso di due unità diventa più stabile scendendo lungo il gruppo, anche se nel caso di piombo, bismuto e polonio i due stati di ossidazione sono entrambi ben noti.
L'effetto della coppia inerte descrive una situazione di fatto, cioè che i due elettroni s non entrano in gioco, ma non è semplice spiegare perché questo succeda.
Nel blocco p è comune avere stati di ossidazione spaziati di due unità. La spiegazione più ovvia prevede che l'energia richiesta per rimuovere gli elettroni s aumenti scendendo lungo il gruppo, ma la situazione non è così semplice. La tabella seguente riporta i valori dei potenziali di ionizzazione nel gruppo 13, da alluminio a tallio.
| PI        | Alluminio | Gallio | Indio  | Tallio |
| --------- | --------- | ------ | ------ | ------ |
| 1°        | 577,5     | 578,8  | 558,3  | 589,4  |
| 2°        | 1816,7    | 1979,3 | 1820,6 | 1971   |
| 3°        | 2744,8    | 2963   | 2704   | 2878   |
| (2° + 3°) | 4561,5    | 4942,3 | 4524,6 | 4849   |

L'energia richiesta per la rimozione degli elettroni s corrisponde alla somma del secondo e terzo potenziale di ionizzazione, e si vede che questo valore non ha un andamento regolare. La crescita che si osserva passando da alluminio a gallio è giustificata con la contrazione del blocco d, e la crescita tra indio e tallio è dovuta alla contrazione dei lantanidi e ad effetti relativistici.
Va inoltre considerato che i composti in basso stato di ossidazione sono ionici, mentre tendono ad essere covalenti in stati di ossidazione elevati. Tenendo conto di questi effetti di covalenza, Drago nel 1958 ha proposto una spiegazione alternativa all'effetto della coppia inerte. Egli considera che è richiesta meno energia per ossidare un elemento ad uno stato di ossidazione basso, e più energia per ossidarlo ad uno stato di ossidazione elevato. Questa energia spesa deve essere compensata da quella rilasciata dai legami formati, ma in genere l'energia di formazione dei legami cala scendendo lungo un gruppo. Ad esempio, nei cloruri del gruppo 13 l'energia media di legame è 242, 206 e 153 kJ/mol, rispettivamente in GaCl3, InCl3 e TlCl3. Così succede che per gli elementi più pesanti del blocco p la formazione dello stato di ossidazione più elevato è sfavorita. Ulteriori ricerche sugli effetti relativistici hanno confermato questa impostazione. Ad ogni modo, è stato suggerito di utilizzare il termine effetto della coppia inerte come descrizione di un comportamento chimico, e non come spiegazione del medesimo.